# Salvifici doloris

Wappen Johannes Pauls II.

Salvifici doloris ist ein Apostolisches Schreiben „über den christlichen Sinn des menschlichen Leidens“, das Papst Johannes Paul II. am 11. Februar 1984 (Gedenktag Unserer Lieben Frau von Lourdes) veröffentlichte. Es steht im Kontext des außerordentlichen Heiligen Jahres der Erlösung, das der Papst für die Dauer vom 25. März 1983 bis zum Ostersonntag 1984 ausgerufen hatte. Salvifici doloris ist das einzige universalkirchliche Lehrschreiben, das sich mit dem menschlichen Leiden und dem christlichen Umgang damit auf grundsätzliche Weise auseinandersetzt. Es steht in Verbindung mit dem genau ein Jahr später, am 11. Februar 1985, erlassenen Motu proprio Dolentium hominum, mit dem Johannes Paul II. die Päpstliche Kommission für die Pastoral im Krankendienst (2017 aufgelöst) errichtete.

## Inhalt
Der Brief besteht aus 31 Abschnitten, verteilt auf acht Kapitel: I. Einleitung (Nr. 1–4); II. Die Welt des menschlichen Leidens (5–8); III. Auf der Suche dem Sinn des Leidens (9–13); IV. Jesus Christus: Leiden, von der Liebe überwunden (14–18); V. Teilhabe am Leiden Christi (19–24); VI. Das Evangelium vom Leiden (25–27); VII. Der barmherziger Samariter (28–30); VIII. Schluss (31).
Im Abschnitt über die „Welt des menschlichen Leidens“ werden die vielfältigen Leiderfahrungen reflektiert, mit denen die Menschen konfrontiert sind, dabei wird die subjektive und objektive Seite von Leiden unterschieden (Nr. 5) und auf körperliches wie moralisches Leiden verwiesen. Die Heilige Schrift wird als ein „großes Buch über das Leiden“ (Nr. 6) gewürdigt. Angesichts dessen, dass das Leiden auch die Frage nach dem Übel (dem Schlechten, dem Bösen) im Allgemeinen aufwirft, wird die christliche Lehre vom Schlechten als Privation des Guten erwähnt.
Der dritte Abschnitt „Auf der Suche dem Sinn des Leidens“ verweist zunächst auf den Zusammenhang von Schuld und Leid, ohne dabei das Leiden unschuldiger Gerechter aus dem Blick zu verlieren, was anhand der alttestamentlichen Gestalt des Ijob verdeutlicht wird: „Wenn es auch wahr ist, daß Leiden einen Sinn als Strafe hat, wann immer es an Schuld gebunden ist, so ist es doch nicht wahr, daß jedes Leiden Folge von Schuld sei und den Charakter von Strafe habe.“ (Nr. 11). Ijobs Leid habe den Charakter einer Prüfung (ebd.). Anschließend wird auch der „erzieherische Wert von Strafe und Leiden“ (Nr. 12) erwähnt. „Das Leiden soll der Bekehrung dienen, das heißt, der Wiederherstellung des Guten im Menschen“ (ebd.), wobei festgehalten wird, dass sich im Alten Testament das Geheimnis des Leidens noch nicht voll erschlossen habe.
Im vierten Abschnitt wird gelehrt, wie das erlösende Handeln Gottes in der Kreuzigung und Auferstehung Jesu Christi für ein rechtes Verständnis des menschlichen Leidens notwendig sei. Gott habe seinen eingeborenen Sohn aus Liebe hingegeben für das Leben der Welt. Das gehorsame, freiwillige und unschuldige Leiden des Gottmenschen bewahrte die Menschen vor dem ewigen Tod und erschloss ihnen das ewige Leben.
Im fünften Abschnitt „Teilhabe am Leiden Christi“ werden die Konsequenzen davon festgestellt, denn „mit der Passion Christi ist jedes menschliche Leiden in eine neue Situation eingetreten“ (Nr. 19):

„Der Erlöser hat an Stelle des Menschen und für den Menschen gelitten. Jeder Mensch hat auf seine Weise teil an der Erlösung. Jeder ist auch zur Teilhabe an jenem Leiden aufgerufen, durch das die Erlösung vollzogen wurde. Er ist zur Teilhabe an jenem Leiden gerufen, durch das zugleich jedes menschliche Leiden erlöst worden ist. Indem er die Erlösung durch das Leiden bewirkte, hat Christus gleichzeitig das menschliche Leiden auf die Ebene der Erlösung gehoben. Darum kann auch jeder Mensch durch sein Leiden am erlösenden Leiden Christi teilhaben.“

Anhand des Zusammenhangs vom Kreuz Christi und seiner Verherrlichung werden besonders paulinische Aspekte der Teilhabe am Erlösungsleiden Christi bedacht, um als Leidende „empfänglich und offen [zu] werden für das Wirken der heilbringenden Kräfte Gottes, die der Menschheit in Christus dargeboten werden“ (Nr. 23). So gilt für Paulus wie für jeden Gläubigen: „Für den Leib Christi, die Kirche, ergänze ich in meinem irdischen Leben das, was an den Leiden Christi noch fehlt.“ (Kol 1,24 ). Neben dem Wirken Gottes, das der Mensch aus eigener Kraft nicht vermögen würde, bleibt auch eine Art von Aufgabe im Leid, die der Mensch aus sich zu bearbeiten habe: „Im Leiden ist somit ein besonderer Ruf zur Tugend enthalten, die der Mensch von sich her üben soll. Es ist die Tugend der Ausdauer im Ertragen all dessen, was stört und weh tut.“ (Nr. 23).
Im sechsten Abschnitt „Das Evangelium vom Leiden“ wird u. a. betont, dass die Antwort auf die Frage nach dem Sinn und dem Umgang mit widerfahrenem Leid nicht im Abstrakten, sondern nur persönlich beantwortet werden kann, in der Begegnung mit Christus und anhand des Vorbildes Mariens oder anderer Heiliger (Nr. 26). Durch den mit-erlösenden (und nicht nutzlosen) Charakter des eigenen Leidens ist sogar die Erfahrung des Paulus möglich, sich zu freuen über die für Andere getragenen Leiden (vgl. Kol 1,24 ).
Ausgehend vom Gleichnis vom barmherzigen Samariter behandelt der siebte Abschnitt den gesellschaftlichen Auftrag, Leid zu lindern. Da das Leid anderer zu Mitleid bewegen soll (vgl. Nr. 29), werden die verschiedenen helfenden bzw. sozialen Berufe und institutionell organisierten Formen caritativen Dienstes hervorgehoben. Denn „die Offenbarung Christi von der Heilsbedeutung des Leidens [lässt] sich in keiner Weise mit einer passiven Haltung gleichsetzen“ (Nr. 30).

## Bibliographie
- Ioannis Pauli II Epistula apostolica Salvifici doloris. In: Acta Apostolicae Sedis 76 (1984), S. 201–250.
- Sekretariat der Deutschen Bischofskonferenz (Hg.): Apostolisches Schreiben SALVIFICI DOLORIS von Papst Johannes Paul II. über den christlichen Sinn des menschlichen Leidens. Verlautbarungen des Apostolischen Stuhls 53 (11. Februar 1984), Online-Version.